# DC-International

Systemlogo DC-International

Das System DC-International ist eine von Grundig entwickelte Tonbandkassette, die 1965 eingeführt wurde. DC ist die Abkürzung von Doppel-Cassette, da es sich um eine Zweispulenkassette handelt. International soll andeuten, dass von Beginn an mehrere Unternehmen auf internationaler Basis mit passenden Kassettentonbandgeräten, bespielten Musikkassetten und unbespielten Leerkassetten auf dem Markt vertreten waren. Da sich DC-International nicht gegen die ähnliche Compact Cassette behaupten konnte, wurde es 1967 wieder eingestellt.

## Geschichte
Philips entwickelte ab 1961 in seiner Wiener Tonbandgeräte-Fabrik unter Beteiligung von Grundig eine HiFi-taugliche Einloch-Kassette. Gleichzeitig entwickelte ein belgisches Philips-Team eine Zweiloch-Kassette unter der Bezeichnung Pocket Recorder (die spätere Kompaktkassette). Die Geschäftsleitung von Philips gab schließlich dieser Entwicklung den Vorzug, informierte Kooperationspartner Grundig jedoch erst spät über die Entscheidung. Grundig erhielt im Gegenzug das Angebot, sich am Pocket Recorder zu beteiligen, war aber wenig erfreut darüber und ließ kurzerhand das Konkurrenzsystem DC-International entwickeln. Grundlage dafür bildeten Konstruktionszeichnungen der Kompaktkassette, die Grundig nach den Verhandlungen mit Philips mitgenommen hatte.

## Vorstellung

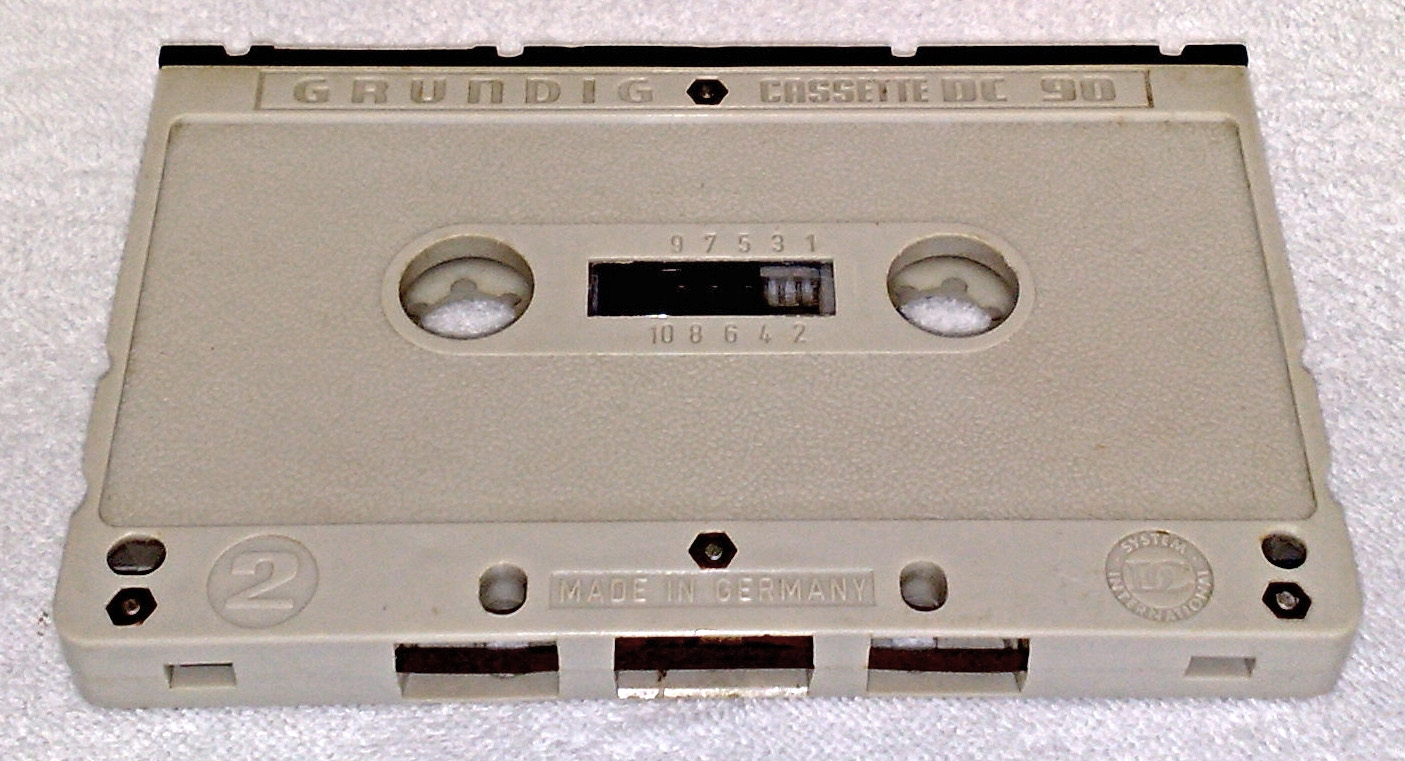
DC-International-Kassette

Vorgestellt wurde das System DC-International auf der Funkausstellung 1965 in Stuttgart. Grundig war zu dieser Zeit der größte Tonbandgerätehersteller der Welt und wollte daher auch im neu entstandenen Tonbandkassetten-Markt vertreten sein.

## Aufbau

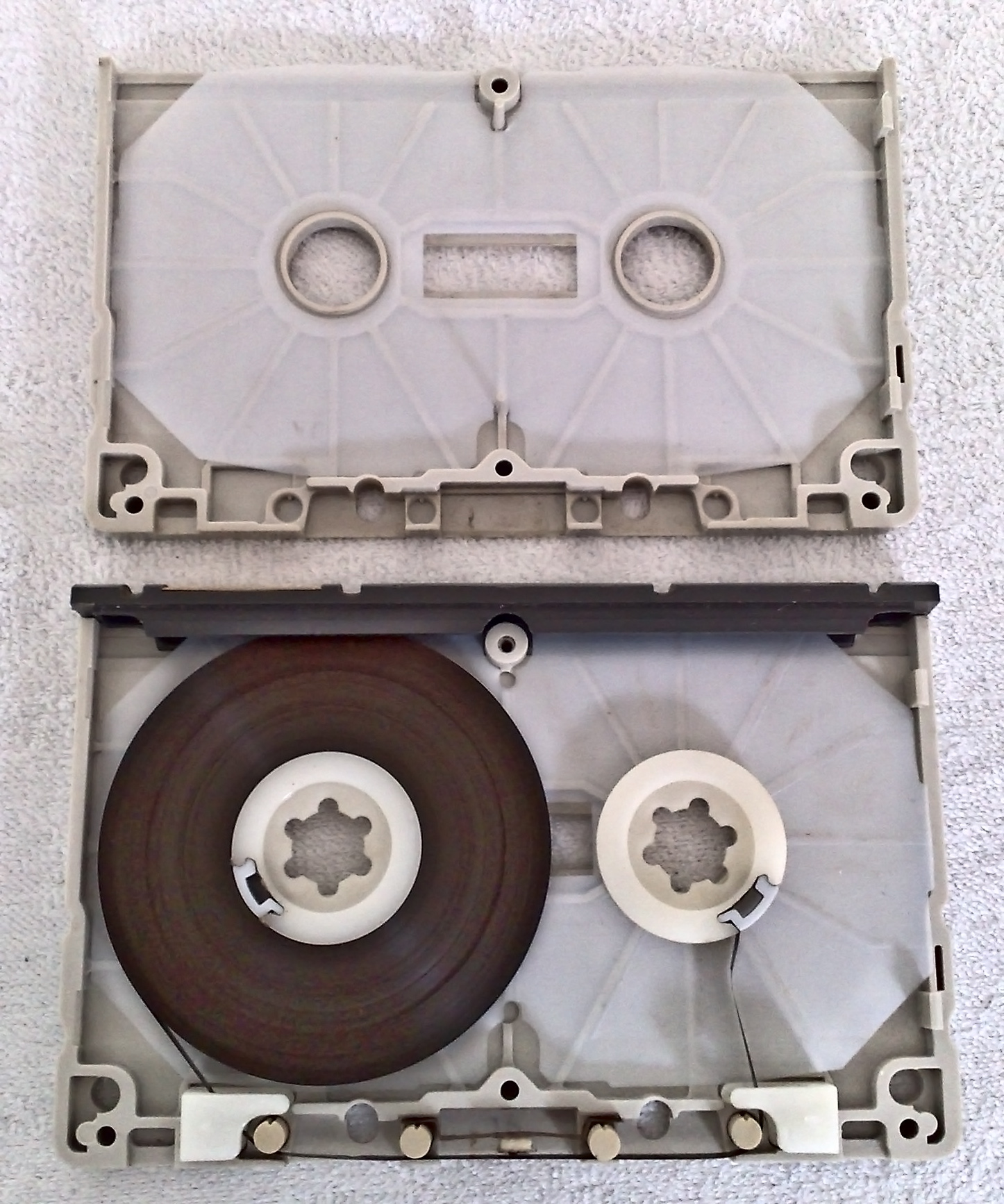
Aufbau einer DC-International-Kassette

Die DC-International-Kassette ist eine Zweispulentonbandkassette, die gewendet werden kann. Die Abmessungen einer Tonbandkassette nach dem System DC-International betragen 120 mm × 77 mm × 12 mm, das Gewicht liegt bei 65 Gramm. Das Gehäuse ist aus Polystyrol gefertigt, zur Beobachtung des Bandstandes befindet sich auf beiden Kassettenseiten ein Sichtfenster mit Skala. Die Kassette hat Öffnungen für den Tonkopf, den Löschkopf sowie für die Capstanwelle und die Andruckrolle. Ein eingebauter Filzandruck sorgt für den Band-Tonkopf-Kontakt. Eine Aufnahmesperre gegen unbeabsichtigtes Überspielen (Löschen) einer Kassette ist in Form zweier Aussparungen in der Kassette vorhanden. Ist eine Öffnung verschlossen, wird die Aufnahme für die entsprechende Seite gesperrt. Zum Schutz kann die Kassette bei Nichtgebrauch in eine Schutzhülle gesteckt werden.
Das Tonband ist so eingelegt, dass die Magnetschicht nach außen zeigt. Auf dem Tonband befinden sich zwei gegenläufige Tonspuren, der Ton wird analog in Mono aufgezeichnet und wiedergegeben. Das Band ist 3,81 mm breit, die Spurbreite beträgt je Tonspur 1,75 mm. Der Zwischenraum (Rasen) zwischen den Spuren ist 0,26 mm breit. Die Bandgeschwindigkeit liegt bei 5,08 cm/s (= 2 Zoll/s). Aufnahme und Wiedergabe in Stereo wäre mit Stereogeräten möglich, entsprechende Geräte gibt es jedoch nicht.
Bei einer DC-90-Kassette mit 90 Minuten Laufzeit (45 Minuten pro Seite) beträgt die Tonbandlänge 137 m mit Dreifachspielband (PES 18, Dicke 0,018 mm). Bei einer DC-120-Kassette mit 120 Minuten Laufzeit (60 Minuten pro Seite) beträgt die Bandlänge 185 m mit Vierfachspielband (PES 12, Dicke 0,012 mm). Das Bandmaterial besteht aus Polyester.

## Kassetten

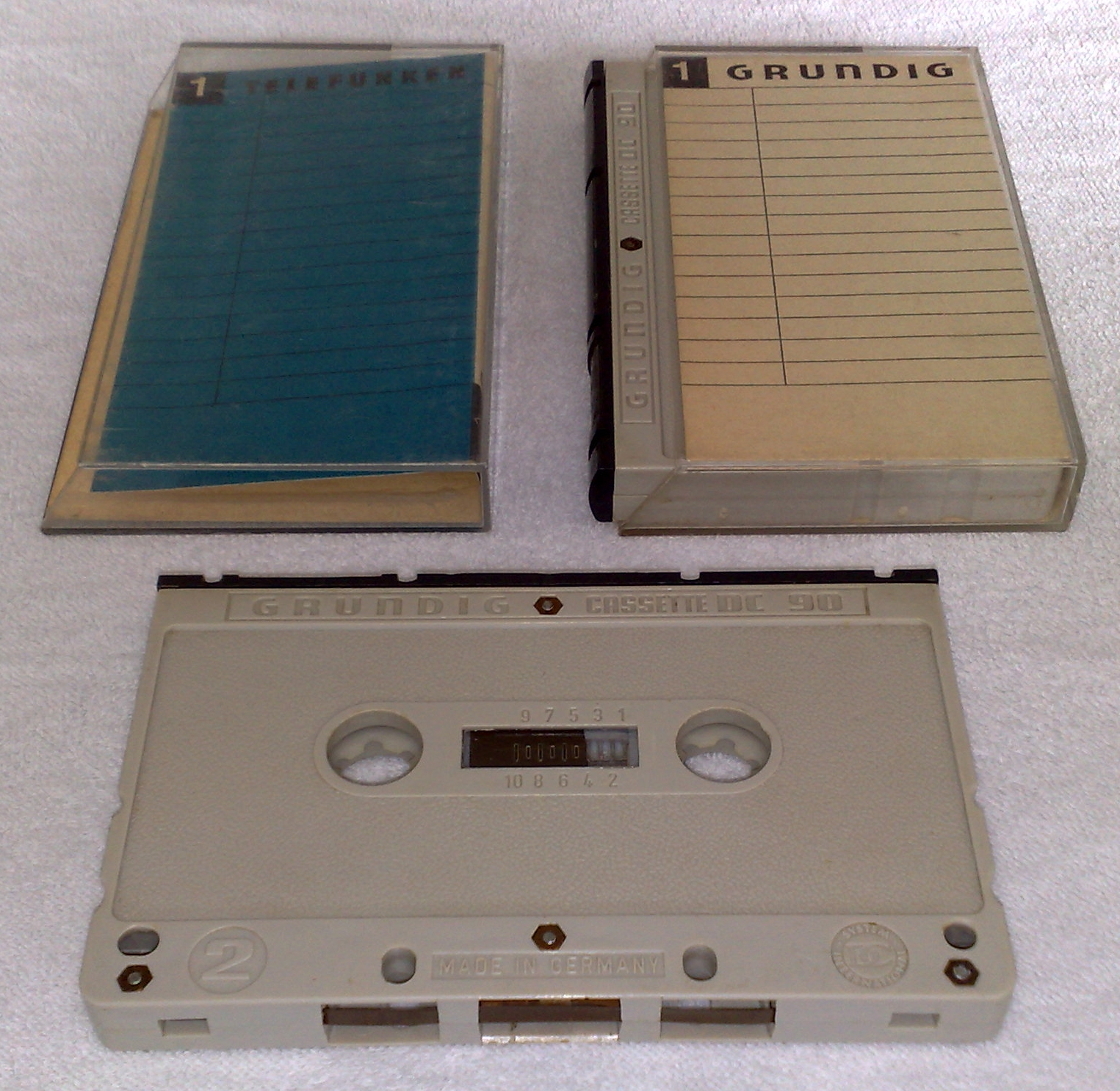
DC-International-Leerkassetten und -Hüllen

Bei DC-International stand von Anfang an die Musikwiedergabe im Vordergrund. Daher waren von Beginn an 25 bespielte Musikkassetten der Marken Telefunken, Decca und RCA Victor erhältlich. Das Repertoire dieser Kassetten reicht von Western bis zu den Rolling Stones, die Spieldauer beträgt etwa 30 Minuten pro Seite, also etwa 60 Minuten Gesamtspielzeit (≈Langspielschallplatte). Der Verkaufspreis einer bespielten Kassette lag bei 24 DM.
Für eigene Aufnahmen waren unbespielte Leerkassetten der Marken Grundig, Telefunken, BASF und Agfa erhältlich. Diese Leerkassetten gibt es als DC 90 mit 90 Minuten Laufzeit und als DC 120 mit 120 Minuten Laufzeit. Eine DC-90-Leerkassette kostete 12 DM, eine DC-120-Leerkassette 15 DM.
Kassetten nach dem System DC-International waren noch einige Jahre nach der Einstellung der Geräteproduktion im Handel erhältlich. Bespielte Musikkassetten wurden später durch die Firma Autoplay-Musikkassetten GmbH aus Fürth/Bayern vertrieben. Unbespielte Leerkassetten wurden ebenfalls noch mehrere Jahre produziert, eine DC-90-Leerkassette kostete später 11 DM, eine DC-120-Leerkassette 14 DM.

## Geräte

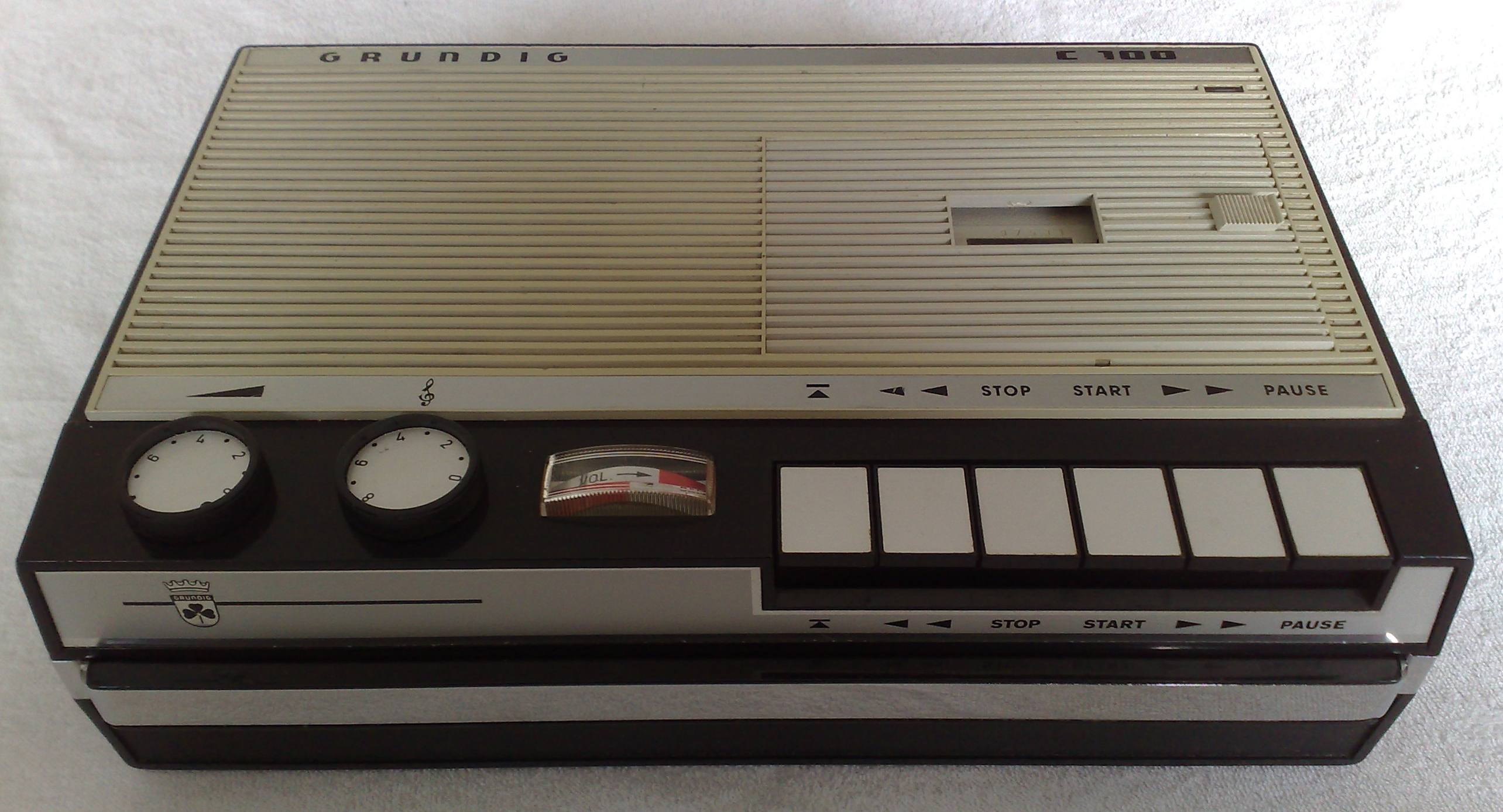
Grundig C 100

Es gibt portable Kassettentonbandgeräte und Geräte für den Einbau in Kraftfahrzeuge, alle voll transistorisiert. Als portable Geräte gibt es das Grundig C 100 als erstes Kassettentonbandgerät von Grundig und ein ähnliches Modell von Telefunken, das Magnetophon 401. Beide Geräte sind batteriebetrieben, gegen Aufpreis war ein Netzteil erhältlich. Dieses Netzteil wird in das Batteriefach geschoben und verschwindet so vollständig im Gerät. Der Verkaufspreis beider Geräte lag bei 298 DM.
Das Grundig C 100 wurde später durch die beiden leicht überarbeiteten Modelle Grundig C 100 L und das Parallelmodell Grundig C 110 ersetzt. Das Grundig C 110 kann ausschließlich im Netzbetrieb verwendet werden.
Einbaugeräte für Kraftfahrzeuge gibt es als Grundig AC 50 zum Anschluss an ein vorhandenes Autoradio und als Grundig AC 60 mit eingebautem 5-Watt-Verstärker sowie Lautstärke- und Klangregelung zum Betrieb ohne Autoradio. Ein Radioempfänger ist in diesem Gerät nicht eingebaut. Von Blaupunkt gibt es die Modelle Auto-Tonbandgerät I und Auto-Tonbandgerät II. Diese Geräte sind mit den Grundigmodellen baugleich und wurden bei Grundig gefertigt. Alle Autoeinbaugeräte sind reine Wiedergabegeräte, Aufnahmen sind damit nicht möglich.

## Einstellung

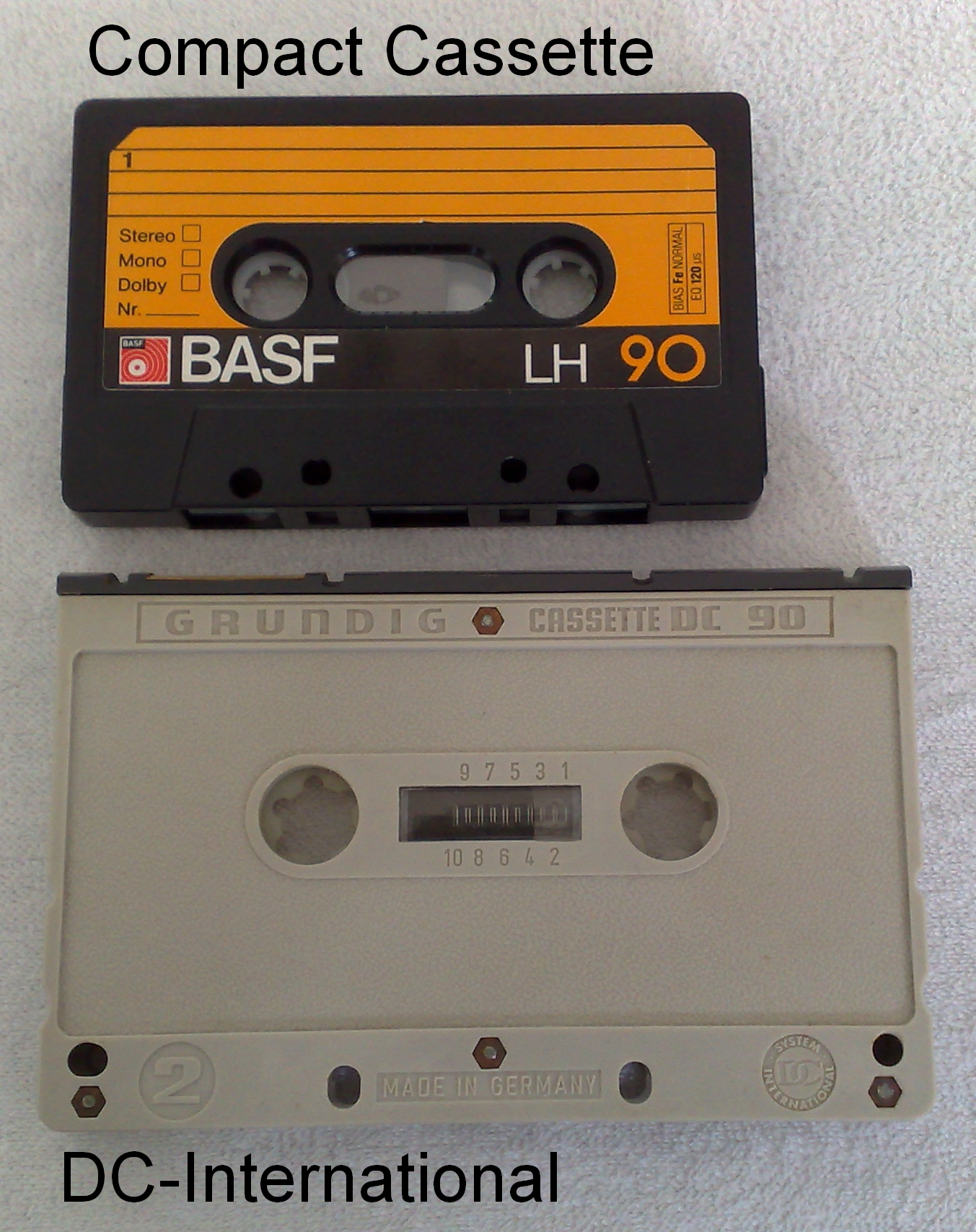
Vergleich Compact Cassette zu DC-International

Bereits nach zwei Jahren wurde das System DC-International zu Gunsten der Compact Cassette eingestellt. Telefunken gab zur Hannover Messe 1967 die Einstellung bekannt, Grundig etwas später zur 25. Funkausstellung Berlin 1967. Das dort vorgestellte Grundig C 200 ist ein Kassettentonbandgerät für Compact Cassetten.

## Liste bespielter Kassetten
Das Startprogramm der Marken Telefunken, Decca und RCA Victor
- TTP 90000 Buntes Nachmittagskonzert
- TTP 90001 Gute Fahrt mit Schwung und Rhythmus
- TTP 90002 Im Reich der Operette
- TTP 90003 Große Marschparade
- TTP 90005 Musikalische Rundreise
- DTP 90006 Singen, Lachen, Tanzen
- TTP 90007 Melodie und Rhythmus
- TTP 90009 Drei Meisteroperetten
- TTP 90010 Cocktails For Two
- TTP 90011 Erinnern Sie sich?
- DTP 90012 In der kleinen Bar
- DTP 90013 The Fantastic Rolling Stones
- DTP 90014 Durchs deutsche Heimatland
- DTP 90015 Musik für dich
- DTP 90016 Große Stars – große Erfolge
- DTP 90017 Tanzen und Singen mit Catrin, Silvio und Vico
- DTP 90018 Die große Musical Show
- DTP 90020 Zauberwelt der Melodien
- DTP 90021 Jetzt geht’s los
- RTP 90022 Western Saloon
- RTP 90023 Teenager Melodie
- RTP 90024 America’s Favourite Bands
- TTP 90025 Bunt gemischt
- DTP 90026 Die schlagen ein
- TTP 90027 Mal dies – mal das